# Not.com.mercial
Not.com.mercial – dwudziesty trzeci album studyjny amerykańskiej piosenkarki Cher, który został wydany 8 listopada 2000 roku, za pośrednictwem oficjalnej strony internetowej artystki oraz wytwórni Artist Direct.
Album został napisany i nagrany w 1994 roku po tym, jak Miles Copeland (manager Stinga i założyciel IRS Records) zaprosił Cher, by wzięła udział w półrocznym warsztacie tekściarzy, który prowadził w zamku, który ma we Francji. Tam poznała Bruce'a Robertsa, z którym napisała 10 piosenek w ciągu pięciu dni. Po powrocie do Stanów Zjednoczonych zatrudniła jednego z członków zespołu Late Show Davida Lettermana i nagrała album w ciągu tygodnia. Po zakończeniu pracy zaprezentowała dzieło swojej wytwórni płytowej, która odrzuciła materiał, stwierdzając, że jest „nie komercyjny”. Cher przechowywała ten album przez sześć lat, zanim zdecydowała się wydać go wyłącznie przez internet.
„Nie mam żadnych oczekiwań” - stwierdziła Cher. „Zrobiłam to dla siebie, więc dzielę się tym z ludźmi, którzy mogą być zainteresowani i nie przejmują się tym, co myślą recenzenci”.

## Lista utworów
| Nr  | Tytuł utworu                | Autorzy                            | Długość |
| --- | --------------------------- | ---------------------------------- | ------- |
| 1.  | „Still”                     | Cher, Bruce Roberts, Bob Thiele    | 6:15    |
| 2.  | „Sisters of Mercy”          | Cher, Pat MacDonald, Roberts       | 5:01    |
| 3.  | „Runnin”                    | Cher, MacDonald, Roberts           | 3:56    |
| 4.  | „Born with the Hunger”      | Shirley Eikhard                    | 4:05    |
| 5.  | „(The Fall) Kurt's Blues”   | Cher, MacDonald, Roberts           | 5:17    |
| 6.  | „With or Without You”       | Cher                               | 3:45    |
| 7.  | „Fit to Fly”                | Cher, Doug Millett, Kevin Savigar  | 3:53    |
| 8.  | „Disaster Cake”             | Cher, MacDonald, Roberts           | 3:25    |
| 9.  | „Our Lady of San Francisco” | Cher, Michael Garvin, Rich Wayland | 2:15    |
| 10. | „Classified 1A”             | Sonny Bono                         | 2:55    |
|     |                             |                                    | 40:47   |